# Gregorius Nekschot
Gregorius Nekschot er et pseudonym for en hollandsk satiretegner. Fornavnet refererer til pave Gregor IX, som indførte den pavelige inkvisition. Efternavnet betyder "nakkeskud", som var nazisternes foretrukne måde at henrette hollandske modstandsfolk på under 2. verdenskrig.
Som modstander af det multikulturelle samfund, tager han hyppigt islam under satirisk behandling, men også kristendom og det hollandske monarki er blandt de yndede temaer. Hans stil er stærkt provokerende, og mange af hans tegninger er af pornografisk karakter. Således er outrerede seksuelle stillinger et ofte anvendt virkemiddel.
Den 13. maj 2008 blev Nekschot arresteret på sin bopæl i Amsterdam af 10 bevæbnede politibetjente og tilbageholdt i 30 timer. Anklagen imod ham lød på, at han havde offentliggjort ”ekstremistiske” tegninger ”direkte vendt mod islam”. Under anholdelsen udtalte én af betjentene: "Hvad du har tegnet er værre, end hvad de har gjort i Danmark. Ved du hvad der kan ske med dig, hvis din identitet bliver kendt?"
Den 3. februar 2009 gæstede han Trykkefrihedsselskabet og talte for en udsolgt sal i Dansk Forfatterforening. Af sikkerhedsgrunde og for at sende et politisk signal optrådte han ved den lejlighed i burka, også i et efterfølgende interview i DR Deadline.
Nekschot var en nær ven af filminstruktøren Theo van Gogh, der blev myrdet på åben gade i Amsterdam i November 2004 af en muslimsk fanatiker.
Nekschot var ligeledes en nær ven af Hans Jansen (en), professor i Islamiske Studier og EU-parlamentsmedlem.